# 3e Eio (shogi) 2017-2018
«Édition précédente (2)
3e Eio
Édition suivante (4)»

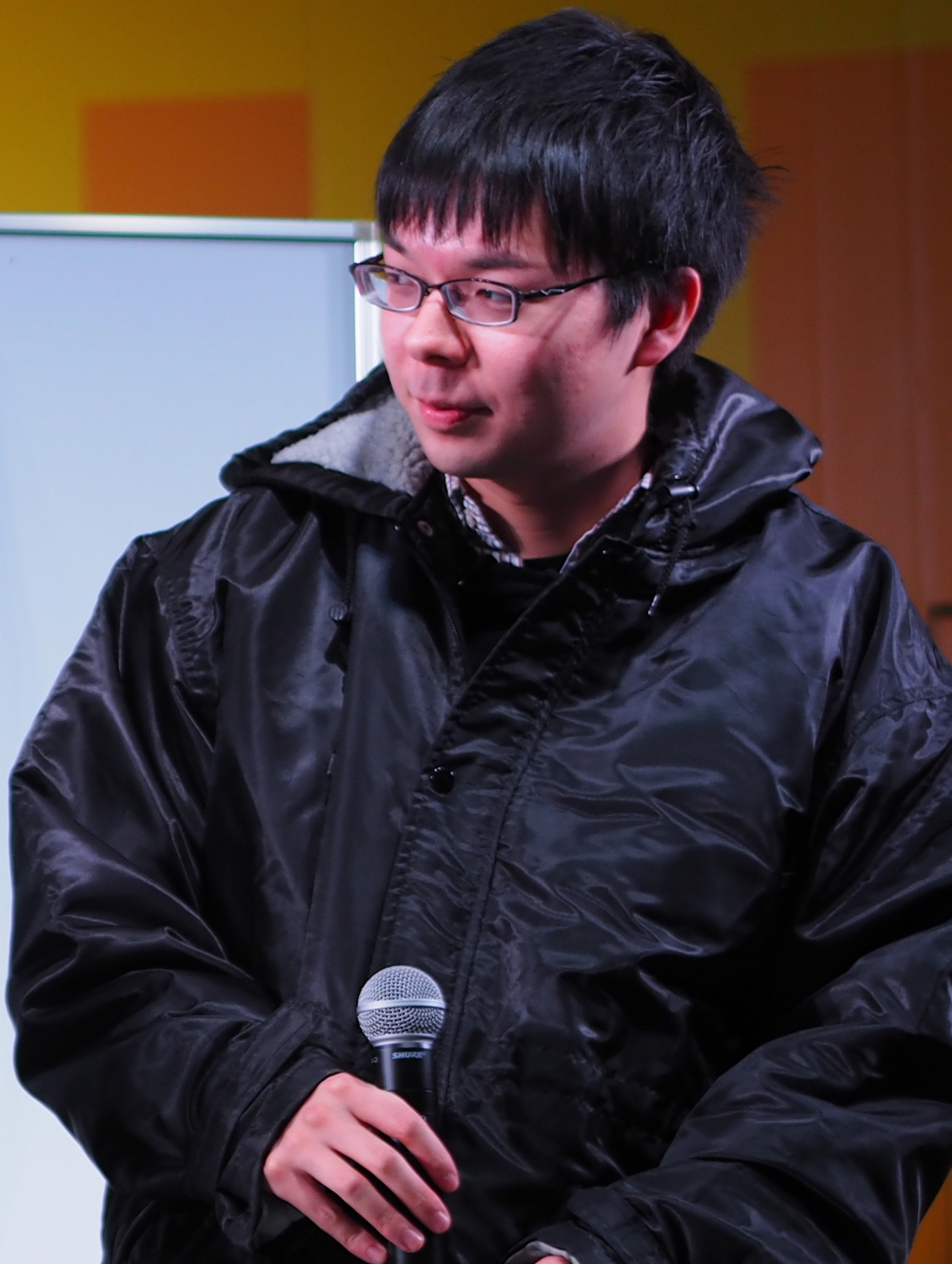
Taichi Takami, le vainqueur du tournoi.

Le 3e Eio est un tournoi majeur du shogi professionnel japonais comptant pour la saison 2017-2018.
Les deux premières éditions n’étaient pas reconnues comme des tournois majeurs.

## Eiosen Nanaban Shobu
Ce championnat Eio n'oppose pas un tenant du titre et son challenger mais deux finalistes issus de l'Honsen tonamento au meilleur des sept parties.
Cette finale prévue du 14 avril 2018 au 26 juin 2018 s’achève le 26 mai 2018 sur la victoire nette de Taichi Takami par 4-0,.
| Partie | Date       | Sente         | Sente    | Né en | Gote          | Gote     | Né en | Kanai | Takami | Lieu                        |
| ------ | ---------- | ------------- | -------- | ----- | ------------- | -------- | ----- | ----- | ------ | --------------------------- |
| 1      | 14/04/2018 | Kōta Kanai    | 金井恒太 | 1986  | Taichi Takami | 高見泰地 | 1993  | 0     | 1      | Chateau de Nagoya           |
| 2      | 26/04/2018 | Taichi Takami | 高見泰地 | 1993  | Kota Kanai    | 金井恒太 | 1986  | 0     | 2      | Munakata Taisha             |
| 3      | 12/05/2018 | Taichi Takami | 高見泰地 | 1993  | Kōta Kanai    | 金井恒太 | 1986  | 0     | 3      | Zuigan-ji                   |
| 4      | 26/05/2018 | Taichi Takami | 高見泰地 | 1993  | Kōta Kanai    | 金井恒太 | 1986  | 0     | 4      | Filature de soie de Tomioka |
| 5      |            |               |          |       |               |          |       |       |        |                             |
| 6      |            |               |          |       |               |          |       |       |        |                             |
| 7      |            |               |          |       |               |          |       |       |        |                             |

## Honsen Tonamento
l'Honsen (tournoi principal) a réuni seize compétiteurs. Quinze issus des Dan'i betsu Yosen, ainsi que le vainqueur de la deuxième édition Amahiko Sato.
| Qualité                     | Huitièmes de finale | Huitièmes de finale | Huitièmes de finale | Quarts de finale                | Demi finales                    | Nanaban shobu                                              |
| --------------------------- | ------------------- | ------------------- | ------------------- | ------------------------------- | ------------------------------- | ---------------------------------------------------------- |
| Tournoi des 8 dans (C-gumi) | Masayuki Toyoshima  | 豊島将之            | 1990                | Taichi Takami 髙見泰地 1993     | Taichi Takami 髙見泰地 1993     | Taichi Takami 髙見泰地 1993 Murayama-Takami 0-1 29/01/2018 |
| Tournoi des 5 dans (A-gumi) | Taichi Takami       | 髙見泰地            | 1993                | Taichi Takami 髙見泰地 1993     | Taichi Takami 髙見泰地 1993     | Taichi Takami 髙見泰地 1993 Murayama-Takami 0-1 29/01/2018 |
| Tournoi des 9 dans (E-gumi) | Akira Watanabe      | 渡辺明              | 1984                | Akira Watanabe 渡辺明 1984      | Taichi Takami 髙見泰地 1993     | Taichi Takami 髙見泰地 1993 Murayama-Takami 0-1 29/01/2018 |
| Tournoi des 7 dans (B-gumi) | Shuji Sato          | 佐藤秀司            | 1967                | Akira Watanabe 渡辺明 1984      | Taichi Takami 髙見泰地 1993     | Taichi Takami 髙見泰地 1993 Murayama-Takami 0-1 29/01/2018 |
| Tournoi des 9 dans (D-gumi) | Takeshi Fujii       | 藤井猛              | 1970                | Tadehisa Maruyama 丸山忠久 1970 | Tadehisa Maruyama 丸山忠久 1970 | Taichi Takami 髙見泰地 1993 Murayama-Takami 0-1 29/01/2018 |
| Tournoi des 9 dans (C-gumi) | Tadehisa Maruyama   | 丸山忠久            | 1970                | Tadehisa Maruyama 丸山忠久 1970 | Tadehisa Maruyama 丸山忠久 1970 | Taichi Takami 髙見泰地 1993 Murayama-Takami 0-1 29/01/2018 |
| Tournoi des 7 dans (A-gumi) | Hiroshi Kobayashi   | 小林裕士            | 1976                | Hiroshi Kobayashi 小林裕士 1976 | Tadehisa Maruyama 丸山忠久 1970 | Taichi Takami 髙見泰地 1993 Murayama-Takami 0-1 29/01/2018 |
| Tournoi des 5 dans (B-gumi) | Seiya Kondō         | 近藤誠也            | 1996                | Hiroshi Kobayashi 小林裕士 1976 | Tadehisa Maruyama 丸山忠久 1970 | Taichi Takami 髙見泰地 1993 Murayama-Takami 0-1 29/01/2018 |
| Tournoi des 8 dans (B-gumi) | Hisachi Namekata    | 行方尚史            | 1973                | Hisachi Namekata 行方尚史 1973  | Hisachi Namekata 行方尚史 1973  | Kota Kanai 金井恒太 1986 Namekata-Kanai 0-1 24/01/2018     |
| Tournoi des 6 dans (A-gumi) | Shingo Sawada       | 澤田真吾            | 1991                | Hisachi Namekata 行方尚史 1973  | Hisachi Namekata 行方尚史 1973  | Kota Kanai 金井恒太 1986 Namekata-Kanai 0-1 24/01/2018     |
| Tournoi des 9 dans (A-gumi) | Koichi Fukaura      | 深浦康市            | 1972                | Koichi Fukaura 深浦康市 1972    | Hisachi Namekata 行方尚史 1973  | Kota Kanai 金井恒太 1986 Namekata-Kanai 0-1 24/01/2018     |
| Tournoi des 4 dans          | Sota Fujii          | 藤井 聡太           | 2002                | Koichi Fukaura 深浦康市 1972    | Hisachi Namekata 行方尚史 1973  | Kota Kanai 金井恒太 1986 Namekata-Kanai 0-1 24/01/2018     |
| Tournoi des 6 dans (B-gumi) | Kota Kanai          | 金井恒太            | 1986                | Kota Kanai 金井恒太 1986        | Kota Kanai 金井恒太 1986        | Kota Kanai 金井恒太 1986 Namekata-Kanai 0-1 24/01/2018     |
| Tenant du titre             | Amahiko Sato        | 佐藤天彦            | 1988                | Kota Kanai 金井恒太 1986        | Kota Kanai 金井恒太 1986        | Kota Kanai 金井恒太 1986 Namekata-Kanai 0-1 24/01/2018     |
| Tournoi des 8 dans (A-gumi) | Kensuke Kitahama    | 北浜健介            | 1975                | Yasumitsu Sato 佐藤康光 1969    | Kota Kanai 金井恒太 1986        | Kota Kanai 金井恒太 1986 Namekata-Kanai 0-1 24/01/2018     |
| Tournoi des 9 dans (B-gumi) | Yasumitsu Sato      | 佐藤康光            | 1969                | Yasumitsu Sato 佐藤康光 1969    | Kota Kanai 金井恒太 1986        | Kota Kanai 金井恒太 1986 Namekata-Kanai 0-1 24/01/2018     |

## Dan'i betsu Yosen
Les qualifications du tournoi Eio sont organisées par groupes de Dan:
cinq groupes au sein des 9 dans, trois au sein des 8 dans, deux au sein des 7 dans, des 6 dans et des 5 dans, un groupe pour les 4 dans.
Les vainqueurs de chacun de ces quinze groupes accèdent à l'Honsen Tonamento.

### Kudansen 9 dan

#### A-gumi
| Joueurs         | Joueurs  | Joueurs | Préliminaire    | Demi finale     | Finale         | Vainqueur      |
| --------------- | -------- | ------- | --------------- | --------------- | -------------- | -------------- |
| Yoshiharu Habu  | 羽生善治 | 1970    |                 | Yoshiharu Habu  | Yoshiharu Habu | Koichi Fukaura |
| Kenji Kobayashi | 小林健二 | 1957    | Kenji Kobayashi | Kenji Kobayashi | Yoshiharu Habu | Koichi Fukaura |
| Torahiko Tanaka | 田中寅彦 | 1957    | Torahiko Tanaka | Kenji Kobayashi | Yoshiharu Habu | Koichi Fukaura |
| Bungo Fukusaki  | 福崎文吾 | 1959    | Bungo Fukusaki  | Bungo Fukusaki  | Koichi Fukaura | Koichi Fukaura |
| Osamu Nakamura  | 中村修   | 1962    | Osamu Nakamura  | Bungo Fukusaki  | Koichi Fukaura | Koichi Fukaura |
| Koichi Fukaura  | 深浦康市 | 1972    |                 | Koichi Fukaura  | Koichi Fukaura | Koichi Fukaura |

#### B-gumi
| Joueurs           | Joueurs  | Joueurs | Préliminaire      | Demi finale      | Finale         | Vainqueur      |
| ----------------- | -------- | ------- | ----------------- | ---------------- | -------------- | -------------- |
| Yasumitsu Sato    | 佐藤康光 | 1969    |                   | Yasumitsu Sato   | Yasumitsu Sato | Yasumitsu Sato |
| Toshiaki Kubo     | 久保利明 | 1975    | Toshiaki Kubo     |                  | Yasumitsu Sato | Yasumitsu Sato |
| Kiyozumi Kiriyama | 桐山清澄 | 1947    | Kiyozumi Kiriyama | Yoshikazu Minami | Koji Tanigawa  | Yasumitsu Sato |
| Yoshikazu Minami  | 中村修   | 1963    | Yoshikazu Minami  | Yoshikazu Minami | Koji Tanigawa  | Yasumitsu Sato |
| Koji Tanigawa     | 谷川浩司 | 1962    |                   | Koji Tanigawa    | Koji Tanigawa  | Yasumitsu Sato |

#### C-gumi
| Joueurs            | Joueurs  | Joueurs | Préliminaire       | Demi finale       | Finale            | Vainqueur         |
| ------------------ | -------- | ------- | ------------------ | ----------------- | ----------------- | ----------------- |
| Masataka Goda      | 郷田真隆 | 1971    |                    | Masataka Goda     | Masataka Goda     | Tadehisa Maruyama |
| Nobuyuki Yashiki   | 屋敷伸之 | 1972    | Nobuyuki Yashiki   |                   | Masataka Goda     | Tadehisa Maruyama |
| Toshiyuki Moriuchi | 森内俊之 | 1970    | Toshiyuki Moriuchi | Akira Shima       | Tadehisa Maruyama | Tadehisa Maruyama |
| Akira Shima        | 島朗     | 1963    | Akira Shima        | Akira Shima       | Tadehisa Maruyama | Tadehisa Maruyama |
| Tadehisa Maruyama  | 丸山忠久 | 1970    |                    | Tadehisa Maruyama | Tadehisa Maruyama | Tadehisa Maruyama |

#### D-gumi
| Joueurs          | Joueurs  | Joueurs | Préliminaire     | Demi finale      | Finale         | Vainqueur     |
| ---------------- | -------- | ------- | ---------------- | ---------------- | -------------- | ------------- |
| Hiroyuki Miura   | 三浦弘行 | 1974    |                  | Hiroyuki Miura   | Hiroyuki Miura | Takeshi Fujii |
| Keita Inoue      | 井上慶太 | 1964    | Keita Inoué      |                  | Hiroyuki Miura | Takeshi Fujii |
| Taku Morishita   | 森下卓   | 1966    | Taku Morishita   | Michio Takahashi | Takeshi Fujii  | Takeshi Fujii |
| Michio Takahashi | 高橋道雄 | 1960    | Michio Takahashi | Michio Takahashi | Takeshi Fujii  | Takeshi Fujii |
| Takeshi Fujii    | 藤井猛   | 1970    |                  | Takeshi Fujii    | Takeshi Fujii  | Takeshi Fujii |

#### E-gumi
| Joueurs         | Joueurs  | Joueurs | Préliminaire    | Demi finale     | Finale          | Vainqueur      |
| --------------- | -------- | ------- | --------------- | --------------- | --------------- | -------------- |
| Akira Watanabe  | 渡辺明   | 1984    |                 | Akira Watanabe  | Akira Watanabe  | Akira Watanabe |
| Manabu Senzaku  | 先崎学   | 1970    | Manabu Senzaku  |                 | Akira Watanabe  | Akira Watanabe |
| Yasuaki Tsukada | 塚田泰明 | 1964    | Yasuaki Tsukada | Yasuaki Tsukada | Yasuaki Tsukada | Akira Watanabe |
| Teruichi Aono   | 青野照市 | 1953    | Teruichi Aono   | Yasuaki Tsukada | Yasuaki Tsukada | Akira Watanabe |
| Daisuke Suzuki  | 鈴木大介 | 1974    |                 | Daisuke Suzuki  | Yasuaki Tsukada | Akira Watanabe |

### Hattansen 8 dan

#### A-gumi
| Joueurs            | Joueurs    | Joueurs | Preliminaire       | Quart de finale   | Demi finale       | Finale           | Vainqueur        |
| ------------------ | ---------- | ------- | ------------------ | ----------------- | ----------------- | ---------------- | ---------------- |
| Takayuki Yamazaki  | 山崎隆之   | 1981    |                    | Takayuki Yamazaki | Takayuki Yamazaki | Kensuke Kitahama | Kensuke Kitahama |
| Ayumu Matsuo       | 松尾 歩    | 1980    | Ayumu Matsuo       |                   | Takayuki Yamazaki | Kensuke Kitahama | Kensuke Kitahama |
| Chikara Akutsu     | 阿久津主税 | 1982    | Chikara Akutsu     | Kensuke Kitahama  |                   | Kensuke Kitahama | Kensuke Kitahama |
| Kensuke Kitahama   | 北浜健介   | 1975    | Kensuke Kitahama   | Kensuke Kitahama  |                   | Kensuke Kitahama | Kensuke Kitahama |
| Kazuki Kimura      | 木村一基   | 1973    | Kazuki Kimura      | Kazuki Kimura     | Kenji Kanzaki     |                  | Kensuke Kitahama |
| Takanori Hashimoto | 橋本崇載   | 1983    | Takanori Hashimoto | Kazuki Kimura     | Kenji Kanzaki     |                  | Kensuke Kitahama |
| Koji Tosa          | 土佐浩司   | 1955    | Koji Tosa          | Kenji Kanzaki     | Kenji Kanzaki     | Kenji Kanzaki    | Kensuke Kitahama |
| Kenji Kanzaki      | 神崎健二   | 1963    | Kenji Kanzaki      | Kenji Kanzaki     | Kenji Kanzaki     | Kenji Kanzaki    | Kensuke Kitahama |
| Hirotaka Nozuki    | 野月浩貴   | 1973    |                    | Hirotaka Nozuki   | Kenji Kanzaki     | Kenji Kanzaki    | Kensuke Kitahama |

#### B-gumi
| Joueurs             | Joueurs  | Joueurs | Preliminaire     | Quart de finale     | Demi finale      | Finale              | Vainqueur        |
| ------------------- | -------- | ------- | ---------------- | ------------------- | ---------------- | ------------------- | ---------------- |
| Ichiro Hiura        | 日浦市郎 | 1966    |                  | Ichiro Hiura        | Ichiro Hiura     | Daisuke Nakagawa    | Hisachi Namekata |
| Keiichi Sanada      | 真田圭一 | 1972    | Keiichi Sanada   |                     | Ichiro Hiura     | Daisuke Nakagawa    | Hisachi Namekata |
| Daisuke Nakagawa    | 中川大輔 | 1968    | Daisuke Nakagawa | Daisuke Nakagawa    |                  | Daisuke Nakagawa    | Hisachi Namekata |
| Tetsuro Itodani     | 糸谷哲郎 | 1988    | Tetsuro Itodani  | Daisuke Nakagawa    |                  | Daisuke Nakagawa    | Hisachi Namekata |
| Hiroki Nakata       | 中田宏樹 | 1964    | Hiroki Nakata    | Hisachi Namekata    | Hisachi Namekata |                     | Hisachi Namekata |
| Hisachi Namekata    | 行方尚史 | 1973    | Hisachi Namekata | Hisachi Namekata    | Hisachi Namekata |                     | Hisachi Namekata |
| Kazuo Azuma         | 東和男   | 1955    | Kazuo Azuma      | Masahiko Urano      | Hisachi Namekata | Naruyuki Hatakeyama | Hisachi Namekata |
| Masahiko Urano      | 浦野真彦 | 1964    | Masahiko Urano   | Masahiko Urano      | Hisachi Namekata | Naruyuki Hatakeyama | Hisachi Namekata |
| Naruyuki Hatakeyama | 畠山成幸 | 1969    |                  | Naruyuki Hatakeyama | Hisachi Namekata | Naruyuki Hatakeyama | Hisachi Namekata |

#### C-gumi
| Joueurs            | Joueurs  | Joueurs | Préliminaire       | Quart de finale    | Demi finale        | Finale         | Vainqueur          |
| ------------------ | -------- | ------- | ------------------ | ------------------ | ------------------ | -------------- | ------------------ |
| Akihito Hirose     | 広瀬章人 | 1987    |                    | Akihito Hirose     | Akihito Hirose     | Akihito Hirose | Masayuki Toyoshima |
| Takashi Abe        | 阿部隆   | 1988    | Takashi Abe        |                    | Akihito Hirose     | Akihito Hirose | Masayuki Toyoshima |
| Akira Inaba        | 稲葉陽   | 1988    | Akira Inaba        | Akira Inaba        |                    | Akihito Hirose | Masayuki Toyoshima |
| Masaki Izumi       | 泉正樹   | 1988    | Masaki Izumi       | Akira Inaba        |                    | Akihito Hirose | Masayuki Toyoshima |
| Masayuki Toyoshima | 豊島将之 | 1990    | Masayuki Toyoshima | Masayuki Toyoshima | Masayuki Toyoshima |                | Masayuki Toyoshima |
| Kenji Waki         | 脇謙二   | 1960    | Kenji Waki         | Masayuki Toyoshima | Masayuki Toyoshima |                | Masayuki Toyoshima |
| Hiroshi Kamiya     | 神谷広志 | 1961    | Hiroshi Kamiya     | Eisaku Tomioka     | Masayuki Toyoshima |                | Masayuki Toyoshima |
| Eisaku Tomioka     | 富岡英作 | 1964    | Eisaku Tomioka     | Eisaku Tomioka     | Masayuki Toyoshima |                | Masayuki Toyoshima |

### Shichidansen 7 dan
Les Shichidansen regroupent 33 joueurs répartis en deux groupes.
Les résultats sont donnés à partir des quarts de finale.

#### A-gumi
| Quart de finale   | Quart de finale | Quart de finale | Demi finale       | Finale            | Vainqueur      |
| ----------------- | --------------- | --------------- | ----------------- | ----------------- | -------------- |
| Makoto Tobe       | 戸辺誠          | 1986            | Makoto Tobe       | Shintaro Saito    | Shintaro Saito |
| Keiji Nishikawa   | 西川慶二        | 1961            | Makoto Tobe       | Shintaro Saito    | Shintaro Saito |
| Shintaro Saito    | 斎藤慎太郎      | 1993            | Shintaro Saito    | Shintaro Saito    | Shintaro Saito |
| Yoshiyuki Kubota  | 窪田義行        | 1972            | Shintaro Saito    | Shintaro Saito    | Shintaro Saito |
| Tatsuya Sugai     | 菅井竜也        | 1992            | Tatsuya Sugai     | Hiroshi Kobayashi | Shintaro Saito |
| Akio Nishikawa    | 石川陽生        | 1963            | Tatsuya Sugai     | Hiroshi Kobayashi | Shintaro Saito |
| Hiroshi Kobayashi | 小林裕士        | 1976            | Hiroshi Kobayashi | Hiroshi Kobayashi | Shintaro Saito |
| Naoyo Fujiwara    | 藤原直哉        | 1960            | Hiroshi Kobayashi | Hiroshi Kobayashi | Shintaro Saito |

#### B-gumi
| Quart de finale  | Quart de finale | Quart de finale | Demi finale      | Finale           | Vainqueur  |
| ---------------- | --------------- | --------------- | ---------------- | ---------------- | ---------- |
| Kenjiro Abe      | 阿部健治郎      | 1989            | Yasuaki Murayama | Yasuaki Murayama | Shuji Sato |
| Yasuaki Murayama | 村山慈明        | 1984            | Yasuaki Murayama | Yasuaki Murayama | Shuji Sato |
| Isao Nakata      | 中田功          | 1967            | Tadao Kitajima   | Yasuaki Murayama | Shuji Sato |
| Tadao Kitajima   | 北島忠雄        | 1966            | Tadao Kitajima   | Yasuaki Murayama | Shuji Sato |
| Eiji Iijima      | 飯島 栄治       | 1979            | Kozo Arimori     | Shuji Sato       | Shuji Sato |
| Kozo Arimori     | 有森浩三        | 1963            | Kozo Arimori     | Shuji Sato       | Shuji Sato |
| Shuji Sato       | 佐藤秀司        | 1967            | Shuji Sato       | Shuji Sato       | Shuji Sato |
| Norihiro Yagura  | 矢倉規広        | 1974            | Shuji Sato       | Shuji Sato       | Shuji Sato |

### Rokudansen 6 dan
Les Rokudansen regroupent 33 joueurs repartis en deux groupes
Resultats à partir des quarts de finale

#### A-gumi
| Quart de finale            | Quart de finale | Quart de finale | Demi finale     | Finale           | Vainqueur     |
| -------------------------- | --------------- | --------------- | --------------- | ---------------- | ------------- |
| Shingo Sawada              | 澤田真吾        | 1991            | Shingo Sawada   | Shingo Sawada    | Shingo Sawada |
| Takuma Oikawa              | 及川拓馬        | 1987            | Shingo Sawada   | Shingo Sawada    | Shingo Sawada |
| Akira Nishio               | 西尾明          | 1979            | Makoto Sasaki   | Shingo Sawada    | Shingo Sawada |
| Makoto Sasaki              | 佐々木慎        | 1980            | Makoto Sasaki   | Shingo Sawada    | Shingo Sawada |
| Taichi Nakamura \|中村太地 | 1988            | Taichi Nakamura | Taichi Nakamura |                  | Shingo Sawada |
| Kiyomazu Katsumata         | 勝又清和        | Taichi Nakamura | Taichi Nakamura | 1969             | Shingo Sawada |
| Takanori An'yoji           | 安用寺孝功      | 1974            | Taichi Nakamura | Takanori An'yoji | Shingo Sawada |
| Shin'ya Yamamoto           | 山本真也        | 1971            | Taichi Nakamura | Takanori An'yoji | Shingo Sawada |

#### B-gumi
| Quart de finale | Quart de finale | Quart de finale | Demi finale    | Finale        | Vainqueur  |
| --------------- | --------------- | --------------- | -------------- | ------------- | ---------- |
| Takuya Nagase   | 永瀬拓矢        | 1992            | Takuya Nagase  | Takuya Nagase | Kota Kanai |
| Kohei Funae     | 船江恒平        | 1987            | Takuya Nagase  | Takuya Nagase | Kota Kanai |
| Issei Takazaki  | 髙﨑一生        | 1987            | Issei Takazaki | Takuya Nagase | Kota Kanai |
| Tadashi Oishi   | 大石直嗣        | 1989            | Issei Takazaki | Takuya Nagase | Kota Kanai |
| Kota Kanai      | 金井恒太        | 1986            | Kota Kanai     | Kota Kanai    | Kota Kanai |
| Tomohiro Murata | 村田智弘        | 1981            | Kota Kanai     | Kota Kanai    | Kota Kanai |
| Shota Chida     | 千田翔太        | 1994            | Koru Abe       | Kota Kanai    | Kota Kanai |
| Koru Abe        | 阿部光瑠        | 1994            | Koru Abe       | Kota Kanai    | Kota Kanai |

### Godansen 5 dan
Les Gokudansen regroupent 24 joueurs répartis en deux groupes
Résultats à partir des demi-finales

#### A-gumi
| Demi finale      | Demi finale | Demi finale | Finale         | Vainqueur     |
| ---------------- | ----------- | ----------- | -------------- | ------------- |
| Hiromu Watanabe  | 渡辺大夢    | 1988        | Taichi Takami  | Taichi Takami |
| Taichi Takami    | 髙見泰地    | 1993        | Taichi Takami  | Taichi Takami |
| Satoru Sakaguchi | 阪口悟      | 1978        | Akihiro Murata | Taichi Takami |
| Akihiro Murata   | 村田顕弘    | 1986        | Akihiro Murata | Taichi Takami |

#### B-gumi
| Demi finale      | Demi finale | Demi finale | Finale           | Vainqueur   |
| ---------------- | ----------- | ----------- | ---------------- | ----------- |
| Seiya Kondo      | 近藤誠也    | 1996        | Seiya Kondo      | Seiya Kondo |
| Keita Kadokura   | 門倉啓太    | 1987        | Seiya Kondo      | Seiya Kondo |
| Hirokazu Ueno    | 上野裕和    | 1977        | Mazakusa Yoshida | Seiya Kondo |
| Mazakusa Yoshida | 渡辺正和    | 1986        | Mazakusa Yoshida | Seiya Kondo |

### Yodansen 4 dan
Le Yodansen regroupe 19 joueurs
Résultats à partir des demi finales
| Demi finale      | Demi finale | Demi finale | Finale         | Vainqueur  |
| ---------------- | ----------- | ----------- | -------------- | ---------- |
| Daichi Sasaki    | 佐々木大地  | 1995        | Sota Fujii     | Sota Fujii |
| Sota Fujii       | 藤井聡太    | 2002        | Sota Fujii     | Sota Fujii |
| Tatsuya Sanmaido | 三枚堂達也  | 1993        | Kazuo Sugimoto | Sota Fujii |
| Kazuo Sugimoto   | 杉本和陽    | 1991        | Kazuo Sugimoto | Sota Fujii |

## Classement
| Kishi           | Kishi             | Kishi     | Né en |               |                   |          |      |
| --------------- | ----------------- | --------- | ----- | ------------- | ----------------- | -------- | ---- |
| Vainqueur       | Taichi Takami     | 髙見泰地  | 1993  | 1/8 de finale | Kensuke Kitahama  | 北浜健介 | 1975 |
| Finaliste       | Kota Kanai        | 金井恒太  | 1988  | 17-21         | Yoshiharu Habu    | 羽生善治 | 1970 |
| Demi-finaliste  | Tadehisa Maruyama | 丸山忠久  | 1970  | 17-21         | Koji Tanigawa     | 谷川浩司 | 1962 |
| Demi-finaliste  | Hisachi Namekata  | 行方尚史  | 1973  | 17-21         | Masataka Goda     | 郷田真隆 | 1971 |
| Quart de finale | Akira Watanabe    | 渡辺明    | 1984  | 17-21         | Yasuaki Tsukada   | 塚田泰明 | 1964 |
| Quart de finale | Hiroshi Kobayashi | 小林裕士  | 1976  | 17-21         | Hiroyuki Miura    | 三浦弘行 | 1962 |
| Quart de finale | Koichi Fukaura    | 深浦康市  | 1992  | 22-24         | Kenji Kanzaki     | 神崎健二 | 1963 |
| Quart de finale | Yasumitsu Sato    | 佐藤康光  | 1969  | 22-24         | Daisuke Nakagawa  | 中川大輔 | 1968 |
| 1/8 de finale   | Masayuki Toyohima | 豊島将之  | 1992  | 22-24         | Akihito Hirose    | 広瀬章人 | 1987 |
| 1/8 de finale   | Shujih Sato       | 佐藤秀司  | 1967  | 25-26         | Hiroshi Kobayashi | 小林裕士 | 1976 |
| 1/8 de finale   | Takeshi Fujii     | 藤井猛    | 1970  | 25-26         | Yasuaki Murayama  | 村山慈明 | 1984 |
| 1/8 de finale   | Seiya Kondo       | 近藤誠也  | 1996  | 27-28         | Akihiro Murata    | 村田顕弘 | 1986 |
| 1/8 de finale   | Shingo Sawada     | 澤田真吾  | 1991  | 27-28         | Masakuza Yoshida  | 渡辺正和 | 1986 |
| 1/8 de finale   | Sota Fujii        | 藤井 聡太 | 2002  | 29            | Kazuo Sugimoto    | 杉本和陽 | 1991 |
| 1/8 de finale   | Amahiko Sato      | 佐藤天彦  | 1988  | 30            |                   |          |      |

## Liste des parties
1. ↑  (ja) « Kota Kanai vs.Taichi Takami "Yokofudori" 3e Eio, Nanaban shobu, 1re partie », sur 将棋DB2 (consulté le 4 janvier 2019)
2. ↑  (ja) « Taichi Takami vs. Kota Kanai "Ibisha vs Ibisha (divers)" 3e Eio, Nanaban shobu, 2e partie », sur 将棋DB2 (consulté le 5 janvier 2019)
3. ↑  (ja) « Taichi Takami vs.Kota Kanai, "Ibisha vs Ibisha (divers) " 3e Eio, Nanaban shobu, 3e partie », sur 将棋DB2 (consulté le 5 janvier 2019)
4. ↑  (ja) « Taichi Takami vs. Kota Kanai "Yagura" 3e Eio, Nanaban Shobu, 4e Partie », sur 将棋DB2 (consulté le 5 janvier 2019)